# Fredrikke Mørck
Fredrikke Mørck, född 1861, död 1934, var en norsk feminist. Hon var ordförande för Norsk Kvinnesaksforening 1926–1930.